# Haliclona uljinensis
Haliclona uljinensis är en svampdjursart som beskrevs av Kang och Thomas Robertson Sim 2007. Haliclona uljinensis ingår i släktet Haliclona och familjen Chalinidae. Inga underarter finns listade i Catalogue of Life.